# Coleoxestia sobrina
Coleoxestia sobrina är en skalbaggsart som beskrevs av Julius Melzer 1923. Coleoxestia sobrina ingår i släktet Coleoxestia och familjen långhorningar. Inga underarter finns listade i Catalogue of Life.